# Jovica Nikolić
Jovica Nikolić (ur. 11 lipca 1959 w Svetozarevie) – serbski piłkarz występujący na pozycji pomocnika. Trener piłkarski.

## Kariera klubowa
Nikolić karierę rozpoczynał w zespole FK Jagodina. W 1983 roku przeszedł do drużyny Crvena Zvezda. Przez 6 lat gry zdobył z nią 2 mistrzostwa Jugosławii (1984, 1988) oraz Puchar Jugosławii (1985). W 1989 roku wyjechał do Portugalii, by grać w tamtejszym drugoligowcu, SC Salgueiros. W 1990 roku awansował z nim do Primeira Divisão. W 1991 roku spadł z nim jednak do drugiej ligi. W Salgueiros spędził jeszcze dwa lata. Następnie, przez kolejne dwa występował w zespole FC Maia. W 1995 roku zakończył karierę.

## Kariera reprezentacyjna
W reprezentacji Jugosławii Nikolić wystąpił jeden raz. Było to 28 września 1985 roku w przegranym 1:2 meczu eliminacji Mistrzostw Świata 1986 z NRD. Rok wcześniej, w 1984 roku został powołany do kadry na Letnie Igrzyska Olimpijskie, podczas których zdobył z drużyną brązowy medal.